# Всеобщие выборы в Габоне (2023)
Всеобщие выборы в Габоне прошли 26 августа 2023 года. Действующий с 2009 года президент Али Бонго выставил свою кандидатуру на переизбрание. Габонская демократическая партия непрерывно управляла страной с момента обретения независимости от Франции в 1960 году, в том числе 41 год при его отце Омаре Бонго (1967—2009).
Вскоре после объявления Али Бонго победителем в стране произошёл военный переворот, приведший к отмене итогов выборов и установлению в стране власти военной хунты.

## Результаты

### Президентские выборы
| Кандидат                             | Кандидат                             | Партия                                       | Голоса  | %     |
| ------------------------------------ | ------------------------------------ | -------------------------------------------- | ------- | ----- |
|                                      | Али Бонго Ондимба                    | Габонская демократическая партия             | 293 919 | 64,27 |
|                                      | Альберт Ондо Осса                    | Альтернатива 2023                            | 140 690 | 30,77 |
|                                      | Пьер-Клавер Муссаву                  | Социал-демократическая партия                | 5178    | 1,13  |
|                                      | Жерве Ониан                          | Союз для Республики                          | 3639    | 0,80  |
|                                      | Виктория Ласени Дюбозе               | Независимая                                  | 2198    | 0,48  |
|                                      | Эммануэль Мве Мба                    | Независимый                                  | 1412    | 0,31  |
|                                      | Жан-Роман Фангвиновени               | Партия габонского народа                     | 1272    | 0,28  |
|                                      | Жан Делор Бийоге Би Нтугу            | Независимый                                  | 1266    | 0,28  |
|                                      | Джерард Элла Нгема                   | Габонский патриотический фронт               | 1239    | 0,27  |
|                                      | Аксель Стофен Ибинга Ибинга          | Независимый                                  | 1124    | 0,25  |
|                                      | Абель Мбомбе Нзунду                  | Независимый                                  | 1057    | 0,23  |
|                                      | Жан Виктор Муанга Мбадинга           | Народное движение за социальное освобождение | 1034    | 0,23  |
|                                      | Йоахим Мбатчи Памбу                  | Союз сил перемен                             | 967     | 0,21  |
|                                      | Тьерри Ивон Мишель Нгома             | Независимый                                  | 825     | 0,18  |
| Другие кандидаты                     | Другие кандидаты                     | Другие кандидаты                             | 1468    | 0,32  |
| Действительных бюллетеней            | Действительных бюллетеней            | Действительных бюллетеней                    | 457 288 | 95,34 |
| Недействительных бюллетеней          | Недействительных бюллетеней          | Недействительных бюллетеней                  | 22 364  | 4,66  |
| Всего                                | Всего                                | Всего                                        | 479 652 | 100   |
| Не участвовало                       |                                      |                                              |         |       |
| Зарегистрированных избирателей/ Явка | Зарегистрированных избирателей/ Явка | Зарегистрированных избирателей/ Явка         | 846 822 | 56,64 |

### Парламентские выборы
Результаты выборов в парламент Габона неясен после военного переворота, произошедшего через четыре дня после голосования.